# Pico del Infierno (Pirineos)

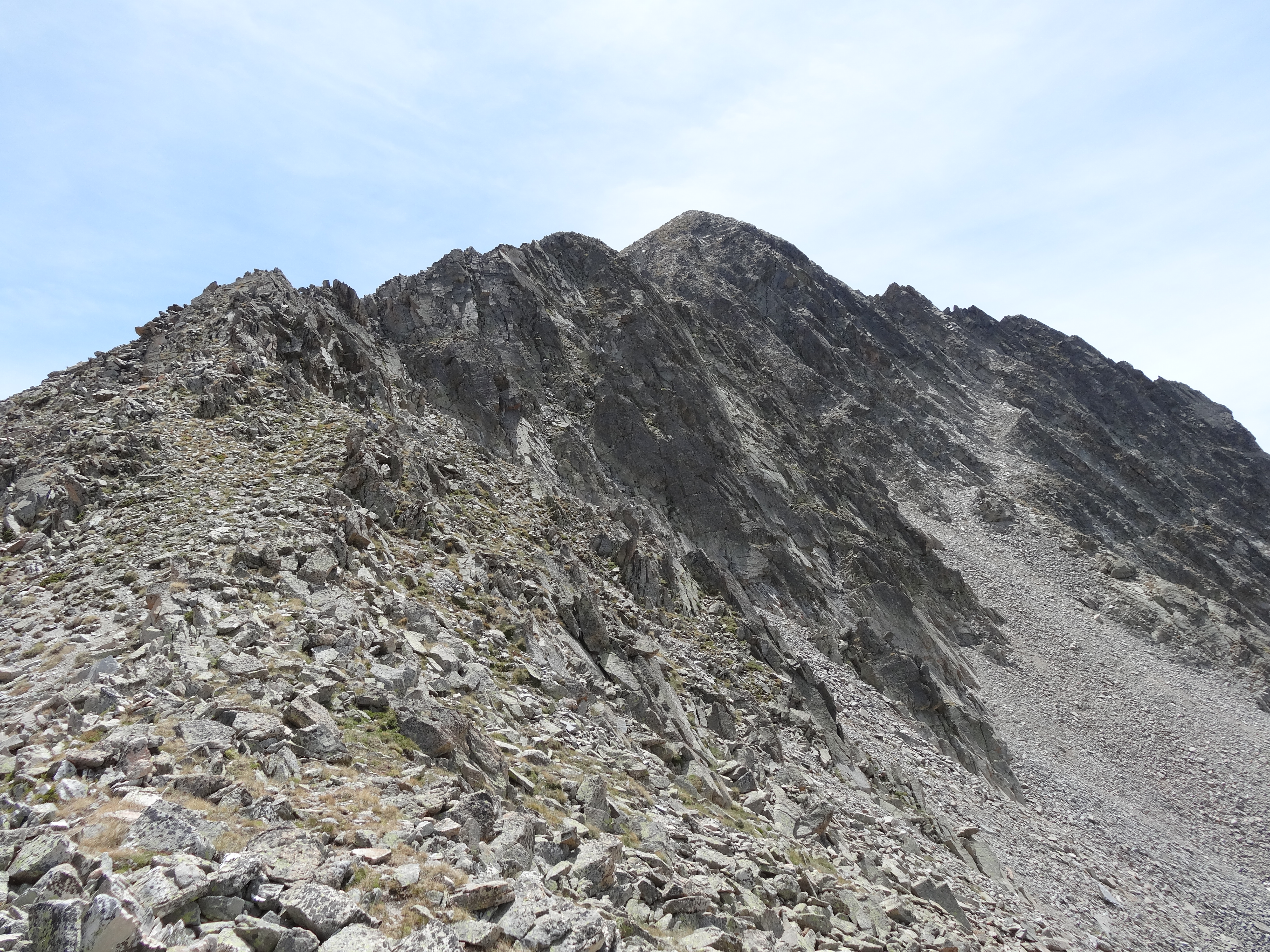
Cara norte del pico

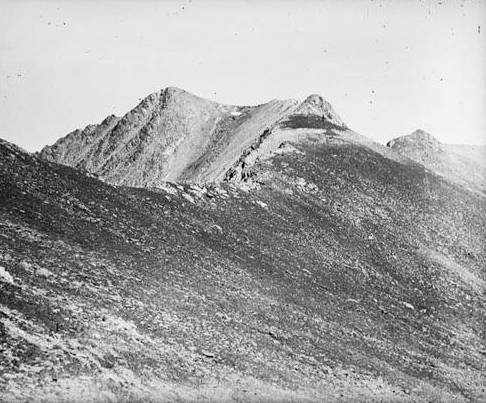
El pico del Infierno desde el pico de Freser (1917)

El pico del Infierno es una montaña de 2.869,5 m situada dentro del término comunal de Fontpedrosa, en la comarca del Conflent, en el departamento francés de Pirineos Orientales, pero muy cerca del límite con el municipio de Queralbs, en la comarca del Ripollés.
Está situado en el extremo sur del término de Fontpedrosa, cerca de la parte norte del Pico de los Gorgs (es habitual que a menudo se confundan las dos cumbres). Se pueden divisar, a poniente, el pico de Freser y, al nordeste, los picos de la Vaca.
Esta cumbre está incluida en el listado de las 100 cumbres de la FEEC.

## Rutas
Una de las posibles rutas parte desde el refugio de Ulldeter.